# Goodwin Peak
Goodwin Peak är en bergstopp i Antarktis. Den ligger i Västantarktis. Inget land gör anspråk på området. Toppen på Goodwin Peak är 3 455 meter över havet, eller 309 meter över den omgivande terrängen. Bredden vid basen är 1,3 km.
Terrängen runt Goodwin Peak är bergig åt nordost, men åt sydväst är den kuperad. Trakten är obefolkad. Det finns inga samhällen i närheten.